# José Capmany
José Alejandro Capmany Ulacia, (San José, 15 de julio de 1961 - Cerro de la Muerte, 13 de octubre de 2001) conocido solo como José Capmany, fue un cantante de rock de origen costarricense. Es conocido como el padre del rock en Costa Rica debido a que, en su país de origen, fue uno de los pioneros de la música rock junto con Enrique Ramírez, también fundador de la agrupación Café con Leche.

## Biografía
Nacido en el seno de una familia de inmigrantes cubanos, en su juventud estudió en el Colegio Saint Clare donde formó el grupo OPS y más tarde la banda Ciclos D, con el que inició la propuesta de rock tico. Es considerado por la mayoría como el padre del rock en Costa Rica, aunque existe polémica por su antiguo compañero Enrique Ramírez que ha pasado desapercibido.

### Nacimiento de Café con Leche (1984 - 1996)
En 1984 se unió a Enrique Ramírez con quien compuso las famosas primeras canciones de la agrupación para formar la banda "Grupo Autóctono Costarricense Enajenation Now!", con el que se presentaban principalmente en el pretil de la Universidad de Costa Rica. Juntos creaban cómicas parodias sobre la vida cotidiana; Capmany tocaba la guitarra mientras Ramírez era experto en gestos cómicos y le sacaba sonido a un peine o un frasco de mayonesa. En 1986 se integran a la banda el trío "Los de Abordo" integrado por Marcos Elizondo (guitarra), Marcelo Galli (batería) y Carlos "Calilo" Pardo (bajo) con lo que forman oficialmente la banda Café con Leche.
Para esta época firman con la transnacional Sony Music, y es para esta época que sale al mercado su primer vinyl "Rock" (1987) grabado en los estudios de Indica/CBS. De esta primera producción se desprenden los primeros éxitos del grupo, como fueron 'Mamá y Papá', 'La Historia Salvaje (Gloria)' y 'La Modelo', que con el tiempo se convierten en clásicos del rock nacional.
Producto del éxito alcanzado con 'Rock', en 1988 sale al mercado 'Pollos Mix', un maxi en vinyl que contenía 4 versiones de 'La Historia Salvaje', además de unas tarjetas de colección dibujadas por los propios miembros del grupo. En ese año, Enrique Ramírez deja la banda.
En medio de la cúspide de su popularidad, las diferencias empoezaron a surgir entre Capmany y su compañero Ramírez. Mientras el primero deseaba seguir una carrera más profesional en el medio artístico, Ramírez deseaba continuar con el enfoque esencialmente humorístico que los caracterizaba, con lo que decidieron seguir cada uno su camino a finales de 1987.
La noche del 31 de diciembre de 1987, Enrique Ramírez anunció su salida de la banda. Su última presentación junto a José Capmany fue en el Paradero Nahomi en Quepos, Costa Rica.
En 1991 Café con Leche regresa nuevamente a estudio para grabar lo que será "Burro en Lancha", tal vez el disco más importante de la banda. Para esta época, la banda ha sufrido cambios en sus integrantes originales: en la batería entra Javier Chaves en reemplazo de Marcelo Galli, Elizondo es reemplazado por Ricardo Nieto (Índigo, La Clase y Trival entre otros), además, casi con el disco terminado entra en la alineación permanente un para entonces muy joven Manuel Obregón (Orquesta de la Papaya, Malpaís, entre otros) en los teclados. De este disco se desprenden clásicos como "Mundo de Colores", "El Barco", "Un Lugar", "Métele Pata" y "Buscando el Mar" entre otros. Este fue el primer material de la banda lanzado simultáneamente en LP y casete; este último incluía como bonus track "La Modelo", de su disco anterior.
En 1994 ve la luz el primer disco compacto de la banda, "Un Día Cualquiera". A pesar de los grandes avances que representó este disco, como un par de videos y una extensa gira promocional, la acogida del público no fue la esperada. También una vez más la banda sufrió cambios: Carlos Pardo se fue para Inconsciente Colectivo y fue reemplazado por Luis "Lux" Sandino (Armagedon, entre otros). Obregón colaboró en algunos tracks del disco, sin embargo, ya no era parte del grupo. El material fue grabado por Carlos Domínguez. De este disco se desprenden como temas relevantes "El Poeta", "Guantanamera", la balada "Érika" (compuesta por Sandino para su novia de aquella época), y "Mundos Pequeños", además de "Vas a Encontrarme". Esta fue la última vez que Café con Leche publicó material bajo ese nombre, ya que pronto se lanzaría en solitario José Capmany.
Café con Leche en su momento alternó con famosos como Sting, Caifanes, Soda Stereo, Los Enanitos Verdes, León Gieco, Azul Violeta, Miguel Mateos y Starship, entre otros, y creó las bases para los actuales músicos de rock costarricenses.

### José Capmany: Carrera en solitario (1996 - 2001)
En 1996 Capmany inicia su carrera como solista, aunque solo fuese de nombre ya que atrás siempre tuvo el apoyo de los Café con Leche en sus presentaciones y grabaciones. En esta época, la banda estuvo integrada por José Capmany en la guitarra, Javier Chaves en la batería, Carlos "Calilo" Pardo de vuelta al bajo y Carlos Domínguez (Ingeniero de grabación del disco anterior de la banda) sustituyendo a Richie Nieto en la guitarra. En 1998 firma con la multinacional BMG; producto de este contrato nace en el año 2000 "Canciones Cotidianas", un disco muy especial dentro del material que produjo José por varias razones: fue grabado en vivo (en su mayoría en presentaciones en el Teatro Lawrence Oliver y el Auditorio Nacional) durante la gira "Hecho en Costa Rica" de 1999, mientras otras pistas fueron grabadas en estudio. De estas presentaciones participaron (casi) todos los músicos que alguna vez pasaran por Café con Leche: Chinchilla, Galli, Sandino, Pardo, Domínguez, Nieto, Obregón y otros a excepción de Enrique Ramírez; es por esto que el disco tiene un carácter de documento histórico. Aparte de lo anterior puede considerarse un disco de éxitos, en cierta forma, ya que comprende tanto las canciones más importantes de Café con Leche como las de José en solitario.
Nota aparte merecen los invitados que participaron en este disco como lo son Pato Barraza (Inconsciente Colectivo), Miriam Jarquín (Igni Ferroque entre otros), Marta Fonseca (69 / Suite Doble), entre otros.
En el año 2008, el periódico Vuelta en U realizó una votación de los mejores de toda la historia del rock nacional, el ganador absoluto resultó ser "Canciones Cotidianas" quedando por encima de otras producciones como Oma de El Parque. Con motivo de este suceso, "Canciones Cotidianas" se reedita por última vez en el año 2009.

## Muerte

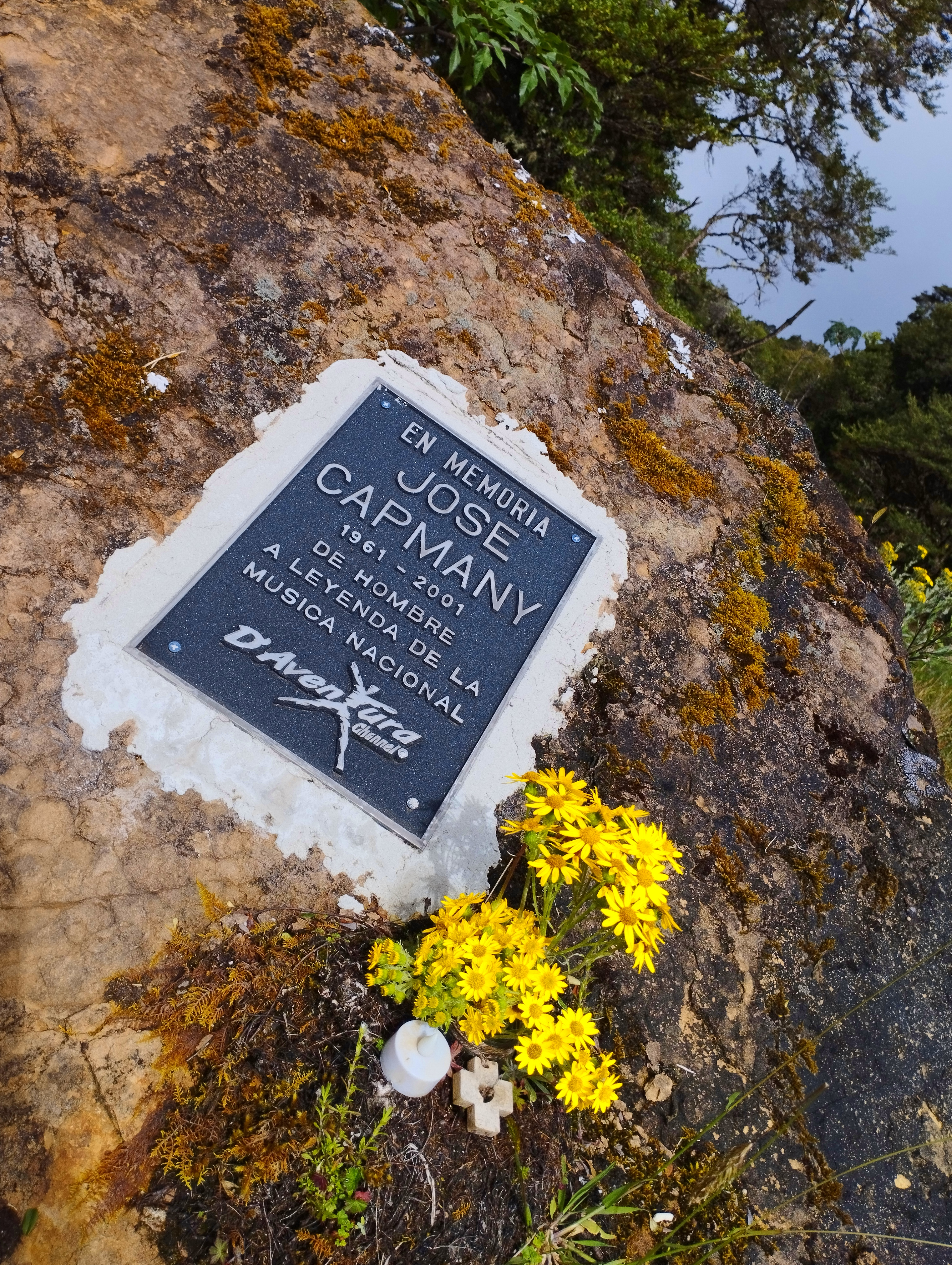
Placa en memoria de José Capmany

El 13 de octubre de 2001 a las 8:25 de la mañana, a los 40 años de edad, fallece José Capmany en un accidente automovilístico sobre la carretera que cruza el Cerro de la Muerte, cerca del kilómetro 90, cuando viajaba hacia Playa Dominical con su familia. El chofer del otro vehículo involucrado en el accidente huyó de la escena inmediatamente después del choque y hasta la fecha no se ha identificado.
Para el 20 aniversario de su fallecimiento la página D'Aventura en conjunto con el club de Motos KA-TET, visitaron el lugar del accidente para dejar una pequeña placa a la memoria de José Capmany. El video y la explicación de este acto se puede ver en el canal de YouTube DAventura.

## Homenajes y material póstumo (2001 hasta la fecha)
En el año 2001 sale a la venta el primer disco póstumo de José Capmany, titulado "Volando Alto / La Historia Salvaje" (BMG). Este material consta de 2 discos compactos: el primero hace un flashback a los temas más memorables de Café con Leche, incluyendo en versiones originales temas como "La Modelo", "La Historia Salvaje", "Guantanamera", "El Primer Día de Verano", entre otros. 
El disco 2 de esta compilación incluye solamente temas inéditos como "Volando Alto", "Bus Mágico", "A veces un Sueño", "Buscando el Mar" (originalmente del disco Burro en Lancha, aparece en una versión con letra alternativa y un arreglo musical diferente), "Adivinanzas" y los arreglos originales de "La Bella Durmiente" y "Hombre" (se montaron acústicas para Canciones Cotidianas), entre otras. Como dato curioso, la disquera como muestra de agradecimiento dona todas las regalías de este disco a la familia de Capmany.
En 2011, durante el décimo aniversario de la muerte de José Capmnay, el periódico local La Nación entrevistó a Roberto Ferroque Ruiz, líder de la banda costarricense Igni Ferroque, quien aseguró: "Encontró un sonido que era fácil de vender, canciones amables para ser escuchadas, pero con una interesante complejidad armónica. Vos podías oír dos acordes y decir: ‘eso es Café con Leche o eso es José Capmany’. Eso lo convirtió en uno de los grandes personajes de la escena del rock costarricense", concluyó el músico, compañero de andanzas y conciertos de Capmany.
En abril de 2013, se estrenó el documental titulado Capmany: El hombre, la leyenda, filme de una hora que cuenta la historia del artista desde la perspectiva de otros músicos locales y personas ligadas a la escena artística costarricense, así como relatos de sus familiares y compañeros de banda. El audiovisual fue producido por Infinito Films y llegó al público por primera vez por medio de Teletica Canal 7. 
De igual forma, se realizó un musical llamado La historia salvaje, presentado en el Teatro Popular Melico Salazar del 11 al 14 de abril de 2013.  Archivado el 2 de abril de 2013 en Wayback Machine. Archivado el 5 de febrero de 2013 en Wayback Machine.
Paralelo a La historia salvaje, y como consecuencia de la realización del mismo, se pondrá a la venta un disco compacto con música inédita de José Capmany, que se llamará "Cumbaya" e incluirá un total de ocho canciones. Aprovechando que las pistas de las vocales de los temas estaban separadas del resto del audio, se decidió utilizarlas y grabar nuevamente las partes instrumentales, labor que se hizo en conjunto entre su hijo, Pedro Capmany, y los ex-integranntes de Café con Leche: el guitarrista Carlos Domínguez, el bajista Carlos Calilo Pardo y el baterista Javier Chaves.  Archivado el 30 de marzo de 2013 en Wayback Machine.

## Canciones más famosas
- La Historia Salvaje (Gloria/Los Pollitos): La cual es una mezcla con la música del tema "Gloria" de Van Morrison y la letra de la canción infantil "Los Pollitos Dicen".
- Hombre: Musicalización del poema Hombre, del poeta costarricense Jorge Debravo, quien irónicamente también murió en un accidente de tránsito.
- La Modelo: Cómica alusión a la aculturización de las mujeres por estereotipos impuestos por la industria del modelaje mundial.
- Maletón: Parodia de los héroes folclóricos del viejo oeste estadounidense (basada en la historia de un conocido personaje desamparadeño)
- Mundos Pequeños: Canción famosa dedicada a Pablo, su hijo menor.
- El Barco: Tal vez una de las canciones más profundas de José, debutó en el disco Burro en Lancha (1991) y fue retomada en Canciones Cotidianas (2000).
- De la caña se hace el guaro: Una transcripción de la popular canción costarricense del mismo nombre.

## Discografía

### Café con Leche

#### Álbumes de estudio
- Rock (1987)
- Burro en Lancha (1991)
- Un día cualquiera (1994)

#### EP
- Pollos Mix (1988)

### Como solista
- Canciones Cotidianas, 2000, reeditado en el año 2009
- Volando Alto/Historia Salvaje, 2002 (Recopilación póstuma, incluye todos sus éxitos con Café con Leche así como solista, nuevas versiones y temas inéditos)
- Cumbaya, 2013 (Álbum póstumo con ocho canciones inéditas)

## Vídeos musicales

### Con Café con Leche
- Poeta (1994)
- Vas a encontrarme (1994)

### Como solista
- Un Lugar (2000), segundo sencillo del Canciones Cotidianas.
- ¿Cuándo? (2001), tercer sencillo del Canciones Cotidianas.

## Otros

### Recopilaciones
- Tiquici@ Rock, 2000 (álbum recopilatorio del rock costarricense, con la participación de varios artistas)
- 20 Años de Rock Nacional, 2002 (álbum histórico que celebra los 20 años del rock en Costa Rica, dividido en dos volúmenes)

### Dedicatorias
- La fiebre del rock nacional, 2003 (álbum recopilatorio CD y DVD, de temas compuestos por artistas costarricenses, en el cual aparecen el vídeo y la canción "Un lugar", la canción "La modelo" y tres temas de Café con Leche, "Poeta", "Vas a encontrarme" y "Guantanamera"). El álbum fue dedicado a José por ser una base fundamental en la historia de la música rock en Costa Rica.
- La historia salvaje, musical presentado en el Teatro Popular Melico Salazar del 11 al 14 de abril de 2013.
- Capmany: El hombre, la leyenda, documental para TV de una hora sobre la vida del artista.